# Hügel der Selbstmörder
Bei Hügel der Selbstmörder (1986; englischer Originaltitel: Suicide Hill) von James Ellroy handelt es sich um einen Thriller, in dem es um mehrere Verbrechen (Bankraub und Erpressung) geht, die zu immer massiverer Gewalt führen.

## Handlung
Hopkins ist ein alternder Polizist, dem wegen eines psychologischen Gutachtens, das ihm übertriebene Anwendung von Gewalt und latente Unkontrollierbarkeit attestiert, die Befähigung als Cop abgesprochen wird. Da Hopkins aber äußerst erfolgreich war und auf jeden Fall weitermachen will, soll er einen scheinbar einfachen Banküberfall bearbeiten, bei dem er, so meinen seine korrupten Vorgesetzten, keinen großen Schaden mehr anrichten kann. Dieser Fall entwickelt sich aber immer mehr zum Sog der Gewalt, der viele Menschen in den Tod reißt.
Das Buch ist sehr kompakt, straff und knallhart geschrieben. Die Beweggründe der handelnden Personen werden eiskalt entblättert; es gibt keine "Guten" oder "Bösen" mehr.

## Sonstiges
- Der Roman gehört zur Lloyd-Hopkins-Reihe:
  - Blut auf dem Mond
  - In der Tiefe der Nacht
  - Hügel der Selbstmörder